# 글로소프테리스

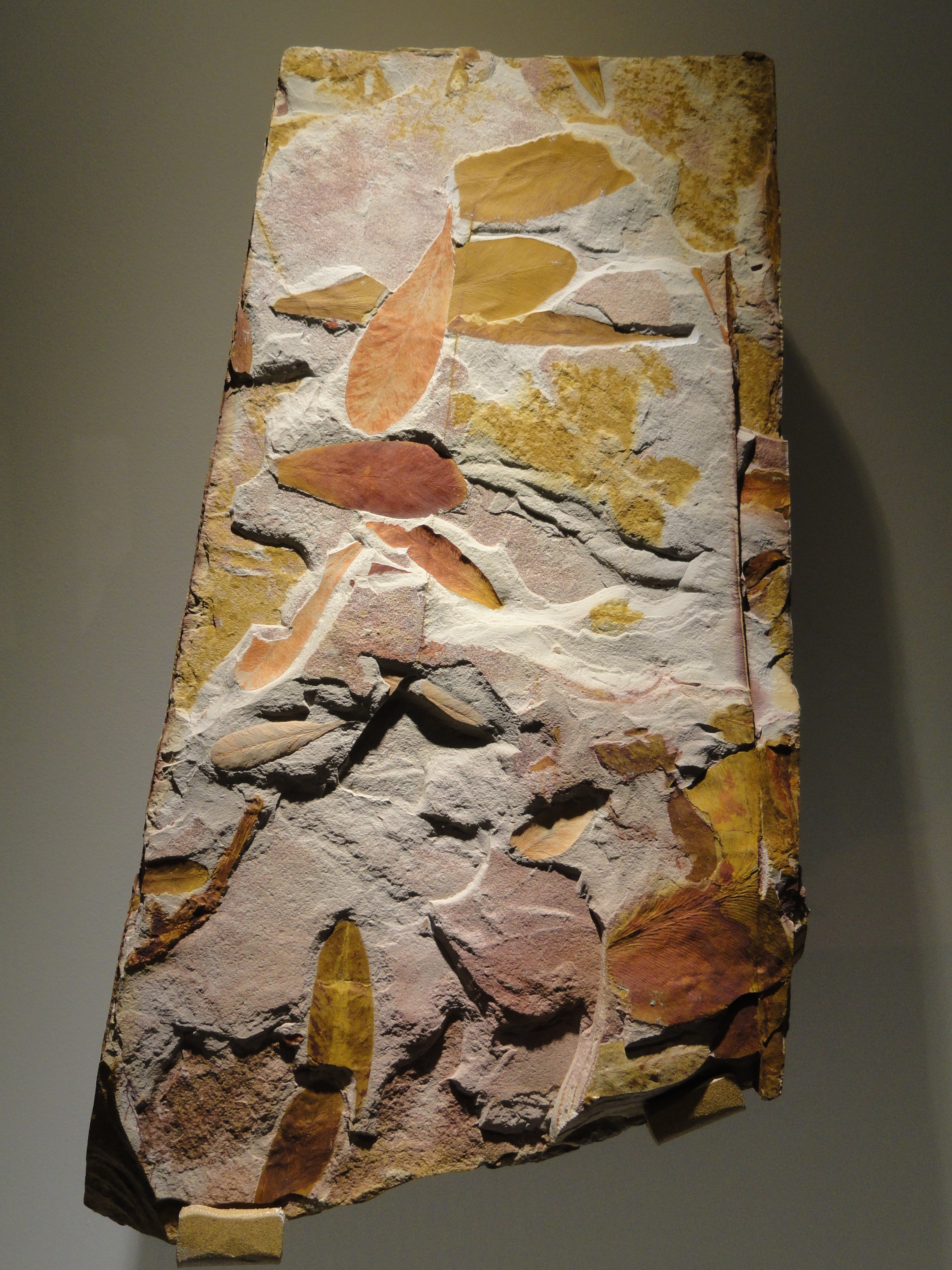
글로소프테리스 화석

글로소프테리스(Glossopteris)는 고생대의 페름기에 판게아대륙에 번성하였던 식물군이다. 글로소프테리스의 잎의 모양은 길쭉하고 둥글다. 이 때문에 그 어원은 고대 그리스어로 혀를 의미하는 γλῶσσα(glôssa, tongue)와 고대 그리스어로 양치식물을 의미하는 πτερίς(pterís, fern)에서 유래하였다. 이 식물의 화석은 북반구 각 대륙의 석탄기 지층에서 발견되는데 이는 판게아가 하나의 대륙이었음을 증명해주는 자료이기도 하다.